# تشارلز سومنر
تشارلز سومنر (بالإنجليزية: Charles Sumner)‏ هو سياسي أمريكي، ولد في 6 يناير 1811 في الولايات المتحدة، وتوفي في 11 مارس 1874 بواشنطن العاصمة في الولايات المتحدة بسبب نوبة قلبية. حزبياً، نشط في الحزب الجمهوري والحزب الديمقراطي. انتخب عضو مجلس الشيوخ الأمريكي.
في فترة إعادة الإعمار، كافح لتقليل نفوذ الكونفدراليين السابقين، وضمان المساواة في الحقوق، وتحقيق الحرية. وقع سومنر في نزاع مع حليفه الرئيس الجمهوري يوليسس جرانت على أساس مسألة فرض السيطرة على سانتو دوينجو. جرده أنصار جرانت من نفوذه داخل مجلس الشيوخ عام (1871)، لينضم إلى الحركة الجمهورية الليبرالية في محاولة حثيثة لمنع إعادة انتخاب جرانت عام (1872).
غيّر سومنر حزبه السياسي في العديد من المرات بسبب زيادة الإتلافات المناهضة للرق، وسقوطها في ثلاثينيات وأربعينيات القرن التاسع عشر، قبل اندماجها في خمسينيات القرن التاسع عشر كحزب جمهوري واحد، وهو الانتماء الذي عُرف به على نطاق واسع. حشد سومنر كل جهوده الهائلة لتدمير ما أطلق عليه الجمهوريين «قوة العبيد»، والتأثير على الحكومة الفدرالية في الجنوب التي سعت لاستمرار الرق وتوسيع نطاقه. في عام (1856)، قتل عضو الكونجرس بريستون بروكس الديمقراطي عن جنوب كاليفورنيا سومنر بعد يومين من إلقائه خطابًا في الكونجرس مناهضًا للرق بعنوان «الجريمة ضد كانساس».
كزعيم راديكالي رئيسي في مجلس الشيوخ أثناء فترة إعادة الإعمار، ناضل سومنر من أجل توفير الحقوق المدنية العادلة، وحق الانتخاب لتحقيق الحرية على الأراضي الأمريكية والذي كان المبدأ الأساسي للجمهوريين الأمريكيين. كافح أيضا بقوة ضد الكونفدراليين السابقين لتجريدهم من نفوذهم حتى لا يكونوا قادرين على الحصول على أي مكاسب من الحرب الأهلية. خاض سومنر العديد من الجولات مع رئيس مجلس النواب ثاديوس ستيفنس لمهاجمة خطط أندرو جونسون لإعادة الإعمار، كما سعى لفرض برنامج راديكالي على الجنوب. على الرغم من أنه دافع بقوة عن ضم ألاسكا في مجلس الشيوخ، إلا أنه عارض ضم جمهورية الدومينيكان، والتي تُعرف باسم عاصمتها «سانتو دومينجو». قاطع سومنر الرئيس جرانت، وندد به بأشد العبارات بعد أن قاد أعضاء مجلس الشيوخ للتغلب على معاهدة سانتو دومينجو الخاصة بالرئيس أوليسس جرانت عام (1870). شن الرئيس الأمريكي ووزير خارجيته من خلال أتبَاعهم في مجلس الشيوخ هجومًا على سومنر حتى تم عزله من رئاسة لجنة العلاقات الخارجية. كانت تلك السياسات التي اتبعها جرانت مع سونر كفيله بإقناعه أنه فاسد ومستبد وأن خطط إعادة الإعمار تحتاج قيادة أمينة وحكيمة، لذلك وقف سومنر في وجة إعادة انتخاب جرانت بدعم منافسه الجمهوري الليبرالي هوراسي جليري عام (1872) ليخسر نفوذه داخل الحزب الجمهوري. تُوفي بعد ذلك بأقل ن سنتين في مكتبه.

## النشأة، والتعليم، ومسيرته القانونية
وُلد سومنر في شارع إيرفينج في بوسطن في السابع من يناير –كانون الثاني– عام (1811). كان ابنًا لتشارلز بينكني سومنر. هو المحامي الليبرالي الذي تخرج من جامعة هارفارد، والمناهض للاسترقاق. تعلّم في المدارس المُندمجة الراديكالية. سبَّب صدمة في بوسطن في القرن التاسع عشر بمعارضته لقوانين منع اختلاط الأجناس. نشأ والده في حالة فقيرة، وكانت لوالدته نفس الخلفية والتي كانت تعمل بالخياطة قبل زواجها. عمل والده في القانون وكموظف في مجلس النواب بماساتشوستس من عام (1806) إلى عام (1807)، ومرة أخرى من عام (1810) إلى عام (1811)، لكن عمله بالقضاء لم يكُن عاملًا فعالًا لنجاحه المادي. خلال طفولة سومنر تأرجحت عائلته على أطراف الطبقة المتوسطة. عمل والده كعمدة لمقاطعة سيوفلوك، وهي الوظيفة التي ظل يعمل بها حتى وفاته عام (1838).
كان سومنر يؤمن أنَّ القوانين الإنسانية والأخلاقية يجب أن تُفرض على الحكومة كما تُفرض على الأفراد للتخلص من الحالة التي منعت الفرد من استخدام قدراته لتحقيق النمو مثل العبودية وغيرها. بينما كان ينظر سومنر إلى مجتمعه المعاصر بشكل نقدي، كان إيمانه بالإصلاح راسخًا، وعندما اتُهم بالطوباوية (المثالية)، أجاب: «المثالية في عصر ما ستكون وقائع في العصر الذي يليه.»
مكَّن الدخل المتزايد الذي حصل عليه والد سومنر خلال عمله كعمدة لمقاطعة سيوفلوك من تعليم أطفاله تعليمًا عاليًا. التحق سومنر بالمدرسة اللاتينية ببوسطن. ثم التحق بجامعة هارفارد عام (1930)، وتخرج من كلية الحقوق عام (1934)، ليعمل كمحاميً لجوزيف ستوري.
في عام (1834)، دخل سومنر بالشراكة في مكتب محاماة خاص مع جورج ستيلمان هيلارد في بوسطن. انتقل إلى واشنطن لكنه عاد مرة أخرى بسبب عدم توافر مهن سياسية هناك، بعد أن قرر العودة إلى بوسطن للعمل في القانون. حرر سومنر العديد من النصوص القانونيّة لصالح محكمة ستوري، وعمل كمحاضر في كلية الحقوق بجامعة هارفارد.

## سفره إلى أوروبا
سافر سومنر إلى أوروبا عام (1837)، وهناك هبط في «لو هافر» ليجد الكاتدرائية شامخة هناك في روان. وصل باريس في ديسمبر –كانون الأول– وبدأ دراسة اللغة الفرنسية، ثم زار متحف اللوفر واصفًا كم أن جهله بالفن جعله يشعر كأنه كان مقيد بالسجن. أتقن اللغة الفرنسية في ستة أشهر، وحضر العديد من المحاضرات في جامعة السوربون في باريس عن الجيولوجيا، والتاريخ اليوناني، وتاريخ الجريمة. لاحظ في أحد المحاضرات وجود اثنين أو ثلاثة من السود الذين يرتدون ملابس غير رسمية، ومن السهل التقرب منهم، ومجموعة أخرى من الشباب الأنيقة الذين كانوا يُستقبلوا بحرارة من قبل الطلاب، واصل سومنر:
«كانوا يقفون في وسط مجموعة دائرية تقريبا من الحاضرين، ولا يبدو أن لونهم سبَّب أي اعتراض على وجودهم. كنت سعيد عندما رأيت هذا على الرغم من الانطباعات الأمريكية، فقد بدا الأمر غريبًا جدًا. فالمسافة التي بين البيض وبين السود الأحرار يجب أن تكون فقط بسبب التعليم وليس بسبب طبيعة الأشياء.»
انضم سومنر إلى الأمريكيين الذي كانوا يدرسون الطب في الكثير من الأرجاء بمستشفيات المدينة الكبيرة. وفي خلال ثلاث سنوات أخرى، أتقن اللغة الإسبانية، والألمانية، والإيطالية، مما أتاح له مقابلة العديد من البارزين في أوروبا. عاد إلى الولايات المتحدة عام (1840).

## حياته السياسية المهنية المُبكرة
عاد سومنر إلى بوسطن لممارسة القانون عام (1840) في عُمر التاسعة والعشرين، لكنه خصص المزيد من الوقت لإلقاء المحاضرات في كلية الحقوق بجامعة هارفارد، وتحرير النصوص القانونية، والمشاركة في المجلات القانونية. طوّر سومنر العديد من العلاقات مع رجال بوسطن البارزين خصوصًا ودسورث لونجفيلو، والذي زار منزله بانتظام خلال أربعينيات القرن الثامن عشر.
اختير كعضو في الجمعية الأثريّة الأمريكية عام (1843). خدم في مجلس الاستشاريين الخاص بالجمعية من عام (1852) إلى عام (1853)، ثم خدم في الحياة العامة كأمين المراسلات الأجنبية –الخارجية– للجمعية. بعد ضم تكساس كولاية جديدة تضم الرقيق، لعب سومنر دورًا بارزًا في الحركات المناهضة للرق. وفي احتجاجه أمام المحكمة العليا في ماساتشوستس، أبدى سومنر ملاحظة، أن المدارس المخصصة للسود كانت أدنى من الناحية البدنية والنفسية، وأنَّ الفصل العنصري أدى إلى أثار نفسية واجتماعية ضارة. على الرغم من أن سومنر خسر هذه القضية إلا أنَّ الهيئة التشريعيّة في ماساتشوستس ألغت الفصل العنصري في المدارس عام (1855).
سيطر الديمقراطيين عام (1851) على الهيئة التشريعية بولاية ماساتشوستس بالاندماج مع الفري سويلرس. رشح الفري سويلرس سومنر كعضو لمجلس الشيوخ. لكن الديموقراطيين اعترضوا، وطالبوا بمرشح أقل راديكالية. بعد ثلاثة أشهر من الجدال وقع الاختيار على سومنر بعد انتخابه بفارق صوت واحد في الرابع والعشرين من إبريل –آيار– عام (1851). كان انتخاب سومنر بمثابة ضربة قوية للسياسات المُتبعة في ماساتشوستس، بسبب تعارض سياساته المناهضة للاسترقاق بقوة مع سياسات سلفه دانيال وبستر الذي كان واحدَا من أكثر الداعمين لاندماج عام 1850، وقانون الرقيق الهاربين.

## الانطباعات التاريخية
استكشف المؤرخون والمعاصرون شخصية سومنر باستفاضة. أشاد صديقه كارل شورز بنزاهته وشجاعته الأخلاقية وصدق قناعته والتنزة عن مصالحه الشخصيّة. ومع ذلك، يقدم ديفيد دونالد سومنر في كتابه الأول «تشارلز سومنر ونشوب الحرب العالمية الثانية» على أنه أناني، وغير قادر على التمييز بين القضايا الكبيرة والقضايا الصغيرة، وأستاذ في علم الغرور بطريقة لا تُحتمل.
وأكثر من ذلك، يوضح دونالد أن سومنر كان جبانًا، يتجنب المواجهة مع الكثير من الخصوم الذي أهانهم في الكثير من خطاباته المكتوبه. ومع ذلك، لا أحد من أصدقائه يشكك في شجاعته. يقول المناهض للاسترقاق ويندل فيليب والذي كان يعرف سومنر جيدًا: «أتذكر أن الجنوبيين في خمسينيات القرن التاسع عشر كانوا يتساءلون كل يوم عندما يخرج سومنر من بيته باكرًا إذا ما كان سيعود حيًا أو ميتًا». اختلفت السير الذاتية المكتوبه في تقييم سومنر، لكن جائزة بوليتزر ذهبت إلى ديفيد دونالد الذي كتب السيرة الذاتية لسومنر والتي كانت تتناول مشاكله في التعامل مع زملائه.

## الزواج
كان سومنر أعزبًا في معظم حياته. وفي عام (1866)، بدأ بمغازلة أليس ماسون هوبر زوجة ابن صاموئيل هوبر الأرملة، وكان ممثل ماساتشوستس في مجل الشيوخ. تزوج الاثنان في أكتوبر. لم يكن زواجهما سعيدًا، ولم يكن سومنر متآلفًا مع ردود فعل زوجته التي كانت تخرج في الشتاء في المناسبات العامة مع الدبلوماسي الروسي فريدريش فون هولشتين. تسبب هذا في تناقل الكثير من الأقاويل في واشنطن، لكن أليس رفضت التوقف عن رؤية هولشتين. عندما تم استدعاء هولشتين إلى روسيا، اتهمت أليس زوجها بتدبير ذلك لإبعاده عنها، لكن سومنر أنكر ذلك وانفصلا في وقت لاحق. استخدم أعداء سومنر هذه العلاقة للضغط عليه ووصفوه بالعاجز مما وضعه في موقف محرج. حصل سومنر على الطلاق بسبب الهجر في العاشر من مايو –نيسان– عام (1873).

## ذكرياته
- سُميت هذه المعالم والأماكن باسم تشارلز سومنر.
- مدرسة تشارلز سومنر في لويس ميسوري، والتي اُفتتحت عام (1875).
- مدرسة تشارلز سومنر الثانوية المتميزة 65 في مدينة نيويورك.
- مدرسة تشارلز سومنر الابتدائية بماساتشوستس.
- طريق سومنر المُشجر بماساتشوستس.
- مدرسة سومنر الابتدائية في توبيكا بكانساس، وهي مغلقة الآن.
- أكاديمية سومنر للفنون والعلوم في مدينة كانساس بولاية كانساس.
- تشارلز سومنر هاوس في بوسطن.
- مقاطعة سومنر بكانساس.
- طريق تشارلز سومنر المُشجر في بورت هايتي.
- إس.إس تشارلز سومنر، سفينة مؤن خلال الحرب العالمية الثانية.
- شارع سومنر المُشجر بشنكتادي في نيويورك.

## روابط خارجية
- تشارلز سومنر على موقع الموسوعة البريطانية (الإنجليزية)
- تشارلز سومنر على موقع ميوزك برينز (الإنجليزية)
- تشارلز سومنر على موقع إن إن دي بي (الإنجليزية)
- تشارلز سومنر على موقع ديسكوغز (الإنجليزية)